# Frederik Kalbermatten
Frederik (Fredi) Kalbermatten (* 25. Mai 1981 in Saas-Fee) ist ein Snowboarder und ehemaliger Olympiateilnehmer aus der Schweiz.

## Sportliche Erfolge
Kalbermatten war Bronzemedaillen-Gewinner in der Halfpipe der ISF-Weltmeisterschaft 2001 in Laax. Bei den Olympischen Winterspielen 2006 in Turin wurde er 24. in derselben Disziplin.